# Брей Уондерерс
Футбольный клуб «Брей Уо́ндерерс» (англ. Bray Wanderers A.F.C., ирл. Cumann Peile Bhré) — ирландский футбольный клуб из города Брей, основанный в 1942 году. В настоящий момент выступает в Высшем дивизионе Лиги Ирландии, матчи проводит на стадионе «Карлайл Граундс», вмещающем 10 000 человек. Клубные цвета — зелёный и белый, прозвище — «чайки».

## История

### 1920—1985
В 1922 году несколько игроков в гэльский футбол покинули местный клуб «Сент Кевинс» и основали футбольный клуб «Брей Уондерерс». В 20-е годы команда занимает призовые места в различных любительских турнирах, а в сезоне 1927-28 команда выигрывает один из самых престижных молодёжных кубков страны — Кубок Миллера. В 1943 году самый популярный клуб в городе — «Брей Анноунс» был расформирован, а «Уондерерс» получили право играть в третьем дивизионе Лиги Атлетического Союза (англ. Athletic Union League). В 1944 году команда дошла до полуфинала Трофея Ленстерской футбольной ассоциации, но была дисквалифицирована, так как выпустила на поле незаявленного игрока. К сезону 1948-49 команда дошла до первого дивизиона своей лиги. В последующие годы «Чайки» побеждают в ещё нескольких молодёжных кубках, в том числе Молодёжный кубок Футбольной ассоциации Ирландии в сезоне 1950-51, когда в финале со счётом 2-1 был побеждён «Дроэда Юнайтед». В сезоне 1954-55 руководством клуба было принято решение покинуть Лигу Атлетического Союза и заявиться в Лигу Ленстера. В сезоне 1955-56 «Уондерерс» выиграли в Промежуточном кубке и впервые в истории получили право побороться за Кубок Ирландии по футболу. Успех был повторён и через два года, однако в последующие годы значительных успехов команда не добивалась.

### 1985—н.в.
В 1985 году «Брей Уондерерс» были выбраны для участия в Первом дивизионе Лиги Ирландии, который был выигран в том же сезоне, а команда впервые в своей истории получила право играть в Высшей дивизион Лиги Ирландии, однако по итогам сезона вернулись в Первый дивизион. Впрочем, это не помешало клубу выиграть Кубок Ирландии по футболу 1989-90, разгромив в финал «Сент-Францис» со счётом 3-0. «Чайки» стали первой командой, выигравшей главный кубок страны, выступая в первом дивизионе, а Джон Райан, отметившийся хет-триком в финале — вторым игроком в истории с таким достижением. Команда получила право выступить в Кубке обладателей кубков УЕФА, однако в предварительном раунде проиграла Трабзонспору.
В последующие годы клуб курсировал между Первым и Высшим дивизионами, снискав себе славу «команды-лифта». В сезоне 1998-99 клуб вновь стал обладателем Кубка Ирландии, после двух переигровок выиграв Фин Харпс и получив право сыграть в предварительном раунде Кубка УЕФА, где проиграл Грассхоппер. В том же сезоне «Чайки» вновь поднимаются в Высший дивизион.
В сезоне 2000-01 клуб занимает наивысшую позицию в истории, становясь четвертым. Через год команда вновь вылетает в Первый дивизион и сразу же возвращается обратно, заняв третье место. В последующие годы «Уондерерс» ничего не выигрывали, по результатам сезонов 2009 и 2010 оказываясь в зоне вылета, однако из-за проблем других клубов сохраняли место в Высшем дивизионе.

## Болельщики
В 1985 году был основан Клуб болельщиков «Брей Уондерерс», который организовывает выезды на гостевые матчи, предматчевые программки, а также клубный магазин на «Карлайл Граундс». В 2008 году была основана небольшая ультрас-организация «Na Fánaithe».

## Достижения
- Обладатель Кубка Ирландии (2): 1989/90, 1998/99
- Победитель Первой лиги (4): 1985/86, 1995/96, 1999/2000

## Рекорды
- Крупнейшая победа: 7:0 (над «Коб Рамблерс» 17 октября 1997 года)
- Крупнейшее поражение: 1:8 (от «Дандолк» 4 мая 2015 года)
- Наибольшее количество очков в сезоне: 72 (сезон 1999-00)
- Наибольшее количество голов за сезон: 19 (Эамон Заед, 2003)
- Наибольшее количество голов за клуб: 72 (Джейсон Бирн, 1998-03, 2012-13)

## Выступление в Еврокубках
Кубок УЕФА:
| Появлений | Матчей | Побед | Ничьих | Поражений | Мячей забито | Мячей пропущено |
| --------- | ------ | ----- | ------ | --------- | ------------ | --------------- |
| 1         | 2      | 0     | 0      | 2         | 0            | 8               |

Кубок обладателей кубков:
| Появлений | Матчей | Побед | Ничьих | Поражений | Мячей забито | Мячей пропущено |
| --------- | ------ | ----- | ------ | --------- | ------------ | --------------- |
| 1         | 2      | 0     | 1      | 1         | 1            | 3               |

Всего:
| Появлений | Матчей | Побед | Ничьих | Поражений | Мячей забито | Мячей пропущено |
| --------- | ------ | ----- | ------ | --------- | ------------ | --------------- |
| 2         | 4      | 0     | 1      | 3         | 1            | 11              |

### Соперники
| Сезон     | Соревнование                                   | Страна         | Команда     | Счёт           |
| --------- | ---------------------------------------------- | -------------- | ----------- | -------------- |
| 1990/1991 | Предварительный раунд Кубка обладателей кубков | Флаг Турции    | Трабзонспор | 1:1, 0:2 (1:3) |
| 1999/2000 | Предварительный Раунд Кубка УЕФА               | Флаг Швейцарии | Грассхоппер | 0:4, 0:4 (0:8) |